# Queralt Castellet
Queralt Castellet Ibáñez (Sabadell, 17 de junio de 1989) es una deportista española que compite en snowboard, especialista en la prueba de halfpipe. Es subcampeona olímpica en Pekín 2022 y subcampeona del mundo en 2015.
Participó en cinco Juegos Olímpicos de Invierno en la prueba de halfpipe, entre los años 2006 y 2022, obteniendo una medalla de plata en Pekín 2022, el séptimo lugar en Pyeongchang 2018, el 11.º en Sochi 2014, el 12.º en Vancouver 2010 y el 26.º en Turín 2006.
Ganó dos medallas en el Campeonato Mundial de Snowboard, plata en 2015 y bronce en 2021. Adicionalmente, consiguió tres medallas en los X Games de Invierno, una de oro y dos de plata.

## Trayectoria
Participó en los Juegos Olímpicos de Turín 2006, obteniendo el puesto 26 en la disciplina de halfpipe. En la siguiente edición, Vancouver 2010, pasó con la tercera mejor nota en la ronda de clasificación, pero una fuerte caída en el entrenamiento previo a la ronda final la dejó fuera de la lucha por las medallas. Cuatro años después, en Sochi 2014, terminó segunda en la clasificación; sin embargo, en la final falló ambos ejercicios, quedando relegada a la undécima posición final. En Pyeongchang 2018 consiguió su mejor resultado, quedando séptima en la final y obteniendo el respectivo diploma olímpico. En su quinta participación olímpica, en Pekín 2022, ganó la medalla de plata en halfpipe, con 90,25 pts, siendo superada solamente por la estadounidense Chloe Kim. Fuera del circuito de la FIS, ha competido en los X Games, en los que consiguió tres medallas: oro en 2020 y plata en 2019 y 2022.

## Palmarés internacional
| Juegos Olímpicos   | Juegos Olímpicos       | Juegos Olímpicos  | Juegos Olímpicos |
| Año                | Lugar                  | Medalla           | Prueba           |
| ------------------ | ---------------------- | ----------------- | ---------------- |
| 2022               | Pekín (China)          | Medalla de plata  | Halfpipe         |
| Campeonato Mundial |                        |                   |                  |
| Año                | Lugar                  | Medalla           | Prueba           |
| 2015               | Kreischberg (Austria)  | Medalla de plata  | Halfpipe         |
| 2021               | Aspen (Estados Unidos) | Medalla de bronce | Halfpipe         |

| X Games de Invierno | X Games de Invierno    | X Games de Invierno | X Games de Invierno |
| Año                 | Lugar                  | Medalla             | Prueba              |
| ------------------- | ---------------------- | ------------------- | ------------------- |
| 2019                | Aspen (Estados Unidos) | Medalla de plata    | Superpipe           |
| 2020                | Aspen (Estados Unidos) | Medalla de oro      | Superpipe           |
| 2022                | Aspen (Estados Unidos) | Medalla de plata    | Superpipe           |

| Temporada | Fecha                   | Lugar                            | Puesto            | Disciplina |
| --------- | ----------------------- | -------------------------------- | ----------------- | ---------- |
| 2007-08   | 27 de enero de 2008     | Bardonecchia (Italia)            | Medalla de plata  | Halfpipe   |
| 2007-08   | 9 de marzo de 2008      | Stoneham (Canadá)                | Medalla de bronce | Halfpipe   |
| 2007-08   | 16 de marzo de 2008     | Valmalenco (Italia)              | Medalla de plata  | Halfpipe   |
| 2010-11   | 26 de marzo de 2011     | Arosa (Suiza)                    | Medalla de oro    | Halfpipe   |
| 2011-12   | 3 de noviembre de 2011  | Saas-Fee (Suiza)                 | Medalla de oro    | Halfpipe   |
| 2012-13   | 26 de agosto de 2012    | Otago (Nueva Zelanda)            | Medalla de bronce | Halfpipe   |
| 2012-13   | 12 de enero de 2013     | Copper Mountain (Estados Unidos) | Medalla de bronce | Halfpipe   |
| 2015-16   | 13 de febrero de 2016   | Quebec (Canadá)                  | Medalla de bronce | Big air    |
| 2017-18   | 13 de enero de 2018     | Snowmass (Estados Unidos)        | Medalla de oro    | Halfpipe   |
| 2017-18   | 20 de enero de 2018     | Laax (Suiza)                     | Medalla de bronce | Halfpipe   |
| 2018-19   | 19 de enero de 2019     | Laax (Suiza)                     | Medalla de plata  | Halfpipe   |
| 2018-19   | 15 de febrero de 2019   | Calgary (Canadá)                 | Medalla de oro    | Halfpipe   |
| 2019-20   | 14 de diciembre de 2019 | Copper Mountain (Estados Unidos) | Medalla de oro    | Halfpipe   |
| 2019-20   | 18 de enero de 2020     | Laax (Suiza)                     | Medalla de oro    | Halfpipe   |
| 2020-21   | 21 de marzo de 2021     | Aspen (Estados Unidos)           | Medalla de plata  | Halfpipe   |
| 2021-22   | 11 de diciembre de 2021 | Copper Mountain (Estados Unidos) | Medalla de bronce | Halfpipe   |
| 2021-22   | 15 de enero de 2022     | Laax (Suiza)                     | Medalla de bronce | Halfpipe   |
| 2022-23   | 16 de diciembre de 2022 | Copper Mountain (Estados Unidos) | Medalla de oro    | Halfpipe   |

## Condecoraciones
| Distinción                                          | Año  |
| --------------------------------------------------- | ---- |
| Medalla de bronce – Real Orden del Mérito Deportivo | 2015 |